# Квіти (частина назви мінералів)
Квіти (рос. цветы, нім. Blümen f pl) — характерна частина назви деяких мінералів.
Наприклад., К. арсенові, К. бісмутові, К. залізні, К. кобальтові, К. латунні, К. марганцеві, К. арсенисті, К. мідні, К. мідно-цинкові, К. нікелеві, К. свинцеві, К. стибієві, К. стибієві октаедричні, К. уранові, К. цинкові.